# Bundesverband für fachgerechten Natur- und Artenschutz
Der Bundesverband für fachgerechten Natur- und Artenschutz e.V. (BNA) ist ein bundesweiter Dachverband von Tier- und Pflanzenhaltern.

## Gründung
Im Januar 1985 wurde der BNA in Köln von neun Verbänden gegründet, welche in erster Linie Züchter und Halter von Tieren und Pflanzen vertraten.

## Ziele
Im Verband sind 17 Verbände und deren angeschlossenen Vereine organisiert, die Zahl der Einzelmitglieder liegt bei 4.000. Der BNA sieht sich als Sprachrohr der Tier- und Pflanzenhalter. Als Dachverband möchte er die Anliegen seiner Mitgliedsorganisationen bündeln und sie in den Ländern, im Bund und bei der Europäischen Union vertreten. Der BNA setzt sich aber auch, wie andere Naturschutzverbände, für einen aktiven Natur-, Tier- und Artenschutz ein. Der BNA ist ein eingetragener Verein und ein anerkannter Verband nach § 29 Bundesnaturschutzgesetz.
Angeschlossene Verbände sind: 
- artgerecht e. V. - Berufsverband Deutsche Straußenzucht
- Aviornis International Deutschland
- Bundesarbeitsgruppe Kleinsäuger
- Deutscher Falkenorden DFO
- Deutsche Gesellschaft für Lebendgebärende Zahnkarpfen
- Gesellschaft für Arterhaltende Vogelzucht e.V. (GAV)
- Gesellschaft für Tropenornithologie GTO
- Internationale Gesellschaft für Regenbogenfische e.V.
- Interessengemeinschaft für Artenschutz u. Erhaltungszucht exotischer Vögel Estrilda
- Orchideen-Gesellschaft Kurpfalz e.V.
- Orden Deutscher Falkoniere
- Verband Deutscher Falkner e.V.
- Verband deutscher Waldvogelpfleger und Vogelschützer e. V. (VDW)
- Verband Gemeinnütziger Tier- und Vogelparks
- ViVe vivaristische Vereinigung e.V.
- World Pheasant Association (WPA)
- Zoologische Gesellschaft für Arten- und Populationsschutz e.V. (ZGAP)

## Präsidium
Das Präsidium des BNA setzt sich wie folgt zusammen:
Präsident:
- Gisela von Hegel (ab 2016)[3]
- Walter Grau (2011 bis 2016)

Vizepräsidenten:
- Kurt Landes
- Gerhard Emonds
- Walter Grau (1985 bis 2011)

Ehrenpräsidenten:
- Bernd Schmidbauer
- Karl-Heinz Spitzer